# Jacobijeva matrika in determinanta
Jacobijeva matrika (oznaka {\displaystyle J\,} ali {\displaystyle J_{f}(x_{1},\dots ,x_{n})\,}) je matrika, ki jo sestavljajo parcialni odvodi prvega reda vektorja.
Determinanta, ki jo dobimo iz Jakobijeve matrike, se imenuje Jacobijeva determinanta.
Imenujeta se po nemškem matematiku Carlu Gustavu Jacobu Jacobiju (1804 – 1851). 
Matrika ima obliko:
{\displaystyle J={\begin{bmatrix}{\dfrac {\partial y_{1}}{\partial x_{1}}}&\cdots &{\dfrac {\partial y_{1}}{\partial x_{n}}}\\\vdots &\ddots &\vdots \\{\dfrac {\partial y_{m}}{\partial x_{1}}}&\cdots &{\dfrac {\partial y_{m}}{\partial x_{n}}}\end{bmatrix}}\,}.
V matriki i-ta vrstica odgovarja gradientu i-te komponente funkcije {\displaystyle y_{i}\,} ali {\displaystyle \left(\nabla y_{i}\right)\,}. 
Determinanto kvadratne Jacobijeve matrike včasih imenujejo tudi jakobian . V literaturi se pogosto uporablja isti izraz tudi za transponirano matriko zgornje matrike.

## Jacobijeva matrika
Če je dana preslikava {\displaystyle \mathbf {f} :\mathbb {R} ^{n}\to \mathbb {R} ^{m},\mathbf {f} =(f_{1},\ldots ,f_{m}),_{i}=f_{i}(x_{1},\ldots ,x_{n}),i=1,\ldots ,m\,} in so v neki točki {\displaystyle x\,} dani vsi prvi parcialni odvodi, potem je dana tudi Jacobijeva matrika razsežnosti {\displaystyle m\times n\,}.
Jacobijeva matrika neke funkcije določa orientacijo tangentne ravnine na funkcijo v dani točki. Tako Jacobijeva matrika posplošuje gradient skalarne funkcije večjega števila spremenljivk.
Jacobijevo matriko označujemo z
{\displaystyle J_{f}\quad \quad \,} ali
{\displaystyle Df\quad \quad \,} ali
{\displaystyle \textstyle {\frac {\partial f}{\partial x}}\quad \quad \,} ali
{\displaystyle \textstyle {\frac {\partial (f_{1},\ldots ,f_{m})}{\partial (x_{1},\ldots ,x_{n})}}\quad \quad \,}.

## Primer

### Primer 1
Za primer poglejmo pretvorbo sfernih koordinat {\displaystyle (r,\theta ,\phi )\,} v kartezični koordinatni sistem {\displaystyle (x_{1},x_{2},x_{3})\,} pretvorba je dana s funkcijo {\displaystyle f:R^{+}\times [0,\pi ]\times [0,2\pi ]\to R^{3}\,} s komponentami
{\displaystyle x_{1}=r\,\sin \theta \,\cos \phi \,}
{\displaystyle x_{2}=r\,\sin \theta \,\sin \phi \,}
{\displaystyle x_{3}=r\,\cos \theta .\,}.
Jacobijeva matrika je
{\displaystyle J_{f}(r,\theta ,\phi )={\begin{bmatrix}{\dfrac {\partial x_{1}}{\partial r}}&{\dfrac {\partial x_{1}}{\partial \theta }}&{\dfrac {\partial x_{1}}{\partial \phi }}\\[3pt]{\dfrac {\partial x_{2}}{\partial r}}&{\dfrac {\partial x_{2}}{\partial \theta }}&{\dfrac {\partial x_{2}}{\partial \phi }}\\[3pt]{\dfrac {\partial x_{3}}{\partial r}}&{\dfrac {\partial x_{3}}{\partial \theta }}&{\dfrac {\partial x_{3}}{\partial \phi }}\\\end{bmatrix}}={\begin{bmatrix}\sin \theta \,\cos \phi &r\,\cos \theta \,\cos \phi &-r\,\sin \theta \,\sin \phi \\\sin \theta \,\sin \phi &r\,\cos \theta \,\sin \phi &r\,\sin \theta \,\cos \phi \\\cos \theta &-r\,\sin \theta &0\end{bmatrix}}.}.
Determinanta je enaka {\displaystyle r^{2}\sin \theta \,}.

### Primer 2
Poiščimo Jacobijevo matriko za funkcijo {\displaystyle f:R^{3}\to R^{4}\,} za komponente
{\displaystyle y_{1}=x_{1}\,}
{\displaystyle y_{2}=5x_{3}\,}
{\displaystyle y_{3}=4x_{2}^{2}-2x_{3}\,}
{\displaystyle y_{4}=x_{3}\sin(x_{1})\,}.
V tem primeru se dobi Jacobijeva matrika
{\displaystyle J_{f}(x_{1},x_{2},x_{3})={\begin{bmatrix}{\dfrac {\partial y_{1}}{\partial x_{1}}}&{\dfrac {\partial y_{1}}{\partial x_{2}}}&{\dfrac {\partial y_{1}}{\partial x_{3}}}\\[3pt]{\dfrac {\partial y_{2}}{\partial x_{1}}}&{\dfrac {\partial y_{2}}{\partial x_{2}}}&{\dfrac {\partial y_{2}}{\partial x_{3}}}\\[3pt]{\dfrac {\partial y_{3}}{\partial x_{1}}}&{\dfrac {\partial y_{3}}{\partial x_{2}}}&{\dfrac {\partial y_{3}}{\partial x_{3}}}\\[3pt]{\dfrac {\partial y_{4}}{\partial x_{1}}}&{\dfrac {\partial y_{4}}{\partial x_{2}}}&{\dfrac {\partial y_{4}}{\partial x_{3}}}\\\end{bmatrix}}={\begin{bmatrix}1&0&0\\0&0&5\\0&8x_{2}&-2\\x_{3}\cos(x_{1})&0&\sin(x_{1})\end{bmatrix}}.}.
Iz tega se vidi, da Jacobijeva matrika ni vedno kvadratna.

## Jacobijeva determinanta
Kadar je {\displaystyle m=n\,} je Jacobijeva matrika kvadratna in zanjo lahko določimo determinanto. To determinanto imenujemo Jacobijeva determinanta, ki jo včasih imenujemo tudi jakobian.

### Primer Jacobijeve determinante
Jacobijeva determinanta za funkcijo {\displaystyle f:R^{3}\to R^{3}\,} s komponentami 
{\displaystyle {\begin{aligned}y_{1}&=5x_{2}\\y_{2}&=4x_{1}^{2}-2\sin(x_{2}x_{3})\\y_{3}&=x_{2}x_{3}\end{aligned}}}
je
{\displaystyle {\begin{vmatrix}0&5&0\\8x_{1}&-2x_{3}\cos(x_{2}x_{3})&-2x_{2}\cos(x_{2}x_{3})\\0&x_{3}&x_{2}\end{vmatrix}}=-8x_{1}\cdot {\begin{vmatrix}5&0\\x_{3}&x_{2}\end{vmatrix}}=-40x_{1}x_{2}.}.